# AMOLED

Schema di un display AMOLED

Il diodo a emissione di luce, organico a matrice attiva (in sigla AM-OLED, active matrix organic light emitting diode) è un tipo di diodi luminosi organici (OLED) sviluppato da Samsung per migliorare la qualità del display e abbattere i consumi date le dimensioni dei dispositivi mobili.
Permette naturalmente, come gli altri OLED, anche di rendere leggermente curvi alcuni schermi a cristalli liquidi retroilluminati. Costituisce una declinazione particolare dei LED organici, che consiste in uno strato di base addizionale. Costituisce un display a matrice attiva. Nel caso di schermi a matrice attiva, una struttura di transistor è integrata nello schermo. Questa struttura è composta da almeno due transistor per ogni pixel. Questi transistor sono connessi in sequenza alle linee anodiche e catodiche e sono in grado di tenere attivo ciascun pixel fino al periodo di scansione successivo. Gli schermi OLED a matrice attiva sono più complessi, e quindi più costosi, ma offrono immagini più luminose e definite rispetto a quelli di tipo passivo.

## Informazioni tecniche

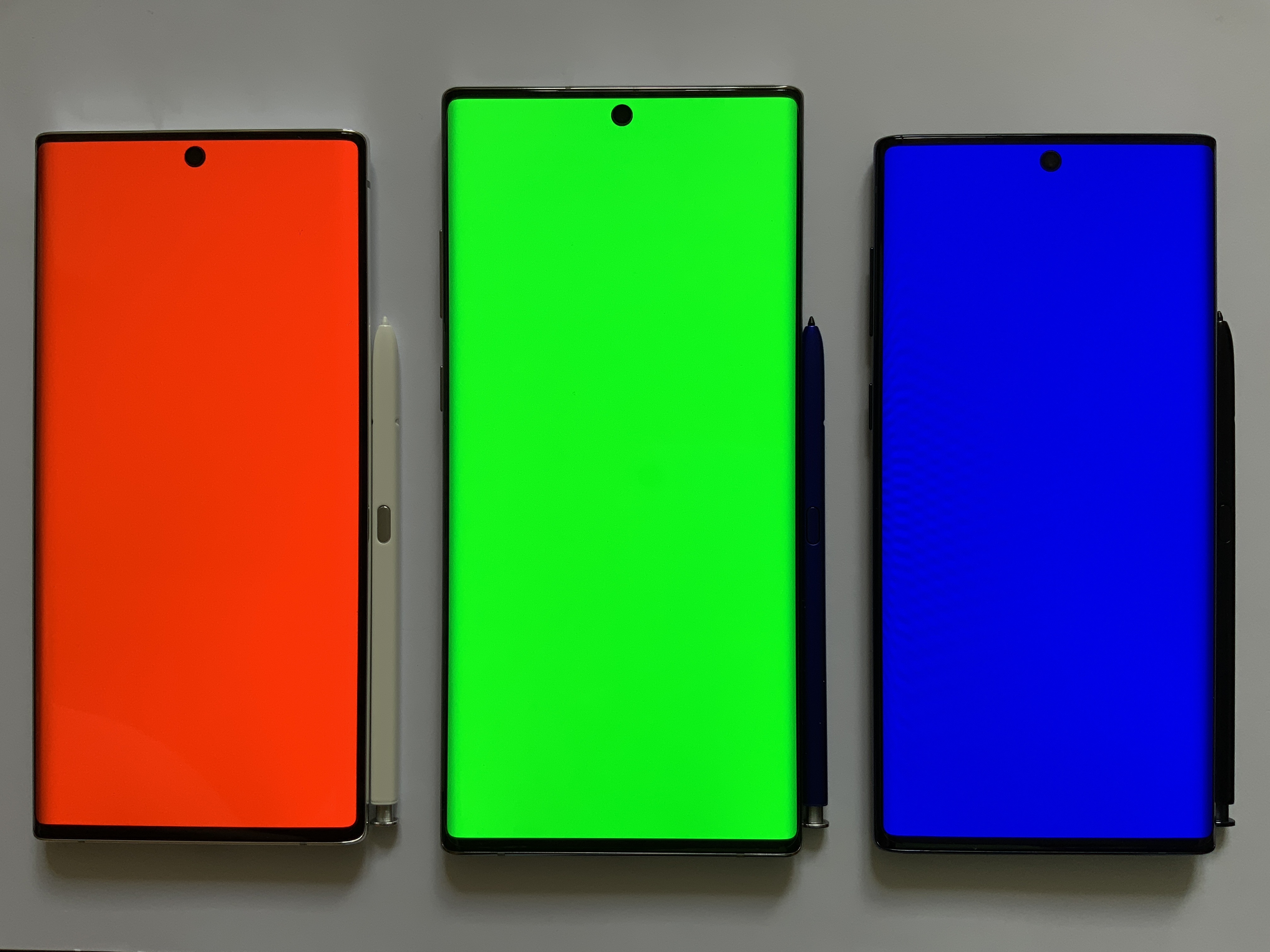
AMOLED su Samsung Galaxy Note 10

Lo schermo AMOLED è composto da una matrice pixel di OLED integrati in una sottile pellicola di transistor che genera luce attraverso l'attivazione elettrica, in particolare attraverso una serie di interruttori, controlla il flusso di corrente per ogni pixel. Solitamente, questo flusso di corrente elettrica è controllato con almeno due TFT per ogni pixel, uno dei quali si occupa di caricare o scaricare un condensatore elettrico, mentre il secondo provvede ad alimentare il livello necessario di corrente, e quindi a bilanciarlo per il necessario funzionamento del singolo pixel.

## Caratteristiche
Gli schermi AMOLED sono caratterizzati da una frequenza di aggiornamento più elevata rispetto agli schermi OLED, che consente una visualizzazione più fluida e reattiva delle immagini. Inoltre, gli schermi AMOLED hanno un consumo energetico inferiore, offrendo un vantaggio in termini di efficienza e durata della batteria.

## Vantaggi e svantaggi

### Vantaggi
A differenza degli schermi OLED su cui sono basati, gli AMOLED offrono i seguenti vantaggi:
- maggiore flessibilità
- non hanno limiti teorici di dimensione per la realizzazione dello schermo

### Svantaggi
Sempre rispetto alla tecnologia OLED da cui deriva si hanno i seguenti inconvenienti:
- maggior consumo di energia
- elevati costi di produzione
- tendenza al "burn-in", ossia a creare macchie fantasma e aree più o meno scure in zone in cui persistono immagini fisse (come le icone di sistema) in seguito a utilizzo intensivo e continuativo a luminosità massima. È consigliabile quindi mantenere la luminosità del display a livelli moderati.

## Evoluzione

### Primi AMOLED

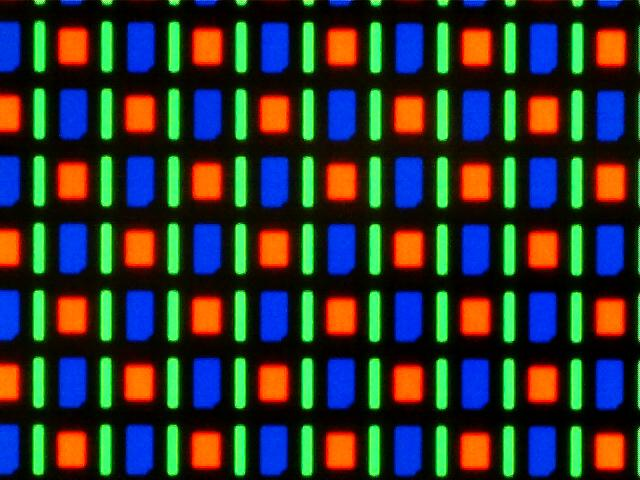
Schermo del display AMOLED PenTile RGBG montato su un Nexus One. Ogni pixel è composto da 8 sub-pixel di dimensioni diverse

- Nel 2006 AU Optronics ha avviato la produzione di massa del primo display AMOLED per cellulare (BenQ Siemens S88).[1]
- Dall'ottobre 2007 Samsung SDI (Samsung Display Interface) ha avviato la produzione di schermi AMOLED.[2]
- A febbraio 2008 LG ha presentato il suo primo telefono cellulare con schermo AMOLED: LG SH150A. È 2,2 pollici con 26 milioni di colori e dovrebbe trasmettere filmati in alta definizione.[3][4][5]
- Nel maggio 2008 è stato presentato da Samsung SDI e dalla zecca di Stato tedesca (Bundesdruckerei) uno schermo AMOLED spesso solamente 300 micron alimentato a induzione e privo di contatti galvanici, resistente al calore. Una possibile applicazione potrebbe essere nei documenti di riconoscimento poiché potrebbe essere plastificato senza problemi. Il documento con schermo amoled sarebbe anche privo di batteria, poiché riceverebbe l'energia dal lettore del documento. Al di sotto dello schermo ci sarebbe comunque un computer spesso solamente 400 micron.[6]
- Nel 2008 Samsung ha commercializzato la prima fotocamera con schermo AMOLED: NV24HD.[7]
- A ottobre 2008 è uscito il Nokia N85, equipaggiato con un display AMOLED da 2,6" con risoluzione di 320 x 240
- Al Mobile Word Congress del 2009 a Barcellona[8] (16-19 febbraio 2009) Samsung ha presentato il Samsung i8910 Omnia HD,[9] terminale di fascia alta basato sul sistema operativo Symbian S60 5th Edition, equipaggiato con uno schermo AMOLED da 3.7" e risoluzione QHD (360 x 640)in grado di registrare e riprodurre filmati in Alta Definizione
- A giugno 2009 è uscito il Samsung i7500, il primo dispositivo Android con schermo AMOLED e risoluzione 320 x 480[10]
- Nel settembre 2009 LG ha presentato all'IFA di Berlino  "The Object AMOLED TV" (archiviato dall'url originale il 23 settembre 2009). da 15" con una risoluzione massima di 1366x768 pixel. Lo schermo ha uno spessore di soli 3mm e pesa appena 320g.
- Il 5 gennaio 2010 Google ha presentato il suo primo telefono Nexus One[11] che appunto è dotato di uno schermo AMOLED
- Durante il 2010 sono usciti diversi dispositivi con display AMOLED come HTC Desire, HTC Legend e il Samsung Galaxy S con il super AMOLED.
- Intorno a luglio 2010 la Nokia ha commercializzato il primo dispositivo della linea Nseries (Nokia N8) con schermo multi-touch da 3,5 pollici AMOLED e risoluzione nHD (640×360).
- Nel settembre 2010, durante il Nokia World, Nokia ha presentato al pubblico e al mondo intero i primi display Amoled CBD (Clear Black Display) che vanno a migliorare tutte le lacune degli Amoled (come la scarsa visibilità sotto la luce diretta del sole). Nel corso dell'anno prenderà la strada del mercato il Nokia C6-01, primo dispositivo a portare in dote questa nuova tecnologia di schermi.

### Super AMOLED
Super AMOLED è un'evoluzione della tecnologia AMOLED che offre maggior luminosità, minori consumi, minori riflessi della luce solare, e permette di costruire prodotti più sottili. Il display viene realizzato su matrice Pentile (RGBW o RGBG), e pertanto risulta avere una diversa quantità di subpixel (circa il 33% in più) rispetto ai display tradizionali RGB. È stata utilizzata per la prima volta nel Samsung S8500 Wave, presentato al Mobile World Congress 2010.

### Super AMOLED Plus
Super AMOLED Plus è un'ulteriore evoluzione della tecnologia AMOLED capace di offrire, grazie a una quantità maggiore di subpixel (RGB) che compongono i singoli pixel, passati da 8 a 12 e con dimensioni tradizionali (sono tutti uguali tra loro), una più elevata precisione cromatica. È stata introdotta a maggio 2011 con lo smartphone Samsung Galaxy S II. Inoltre, essendo un miglioramento dell'AMOLED e del Super AMOLED, è uno schermo nettamente migliore con capacità e qualità di lettura delle immagini e di video in HD Ready e in Full HD, che permette il confronto con alcuni top gamma come Samsung Galaxy S4.

### Super AMOLED HD
Super AMOLED HD è un nuovo schermo Super AMOLED prodotto da Samsung con risoluzioni HD (1280 x 720 oppure 1280x800). Il primo dispositivo che usa l'HD Super AMOLED è il Samsung Galaxy Note: un telefono Android 2.3.5 con un display di 5.3". Il telefono (e il display) sono stati annunciati a settembre 2011. La risoluzione maggiore e i dpi sono stati possibili dallo spostamento dal Fine-Metal-Mask (FMM) al processo di laser-induced thermal imaging (LITI). Nonostante la risoluzione, questo tipo di display torna ad usare la tecnica PenTile per quanto riguarda la matrice.
Il Samsung Galaxy Note II, invece, monta uno schermo con tecnologia S-Multi Stripe RGB, una matrice RGB (3 Subpixel) in cui, però, i subpixels non sono tutti uguali e disposti nella medesima posizione (la disposizione, infatti, ricorda quella di un pixel del PenTile in cui, però, non vi sono subpixel condivisi ma 3 subpixel indipendenti per ogni pixel). Infatti ha un subpixel a "striscia" posto in verticale (il Blu) e due rettangolari, più tozzi, posti accanto in orizzontale (verde e rosso).

### Super AMOLED Full HD
Super AMOLED Full HD è un nuovo schermo prodotto da Samsung capace di garantire una risoluzione FULL HD di 1920 x 1080 pixel. Il primo modello di smartphone a montarlo è il Samsung Galaxy S4 con uno schermo da 5 pollici, disponibile da fine aprile 2013 nelle varianti di colore bianco e nero, tale schermo permette di coprire il 97% dello spazio colore Adobe RGB.

### Super AMOLED Quad HD
Utilizzato per la prima volta nell'aprile del 2014 con una risoluzione di 2560 x 1440 da parte della AU Optronics, successivamente venne utilizzato anche da Samsung come Galaxy Note 4, 5 Broadband LTE-A e Galaxy S6 e S7 e Galaxy Tab S4

### Altre evoluzioni e nomi commerciali
Successivamente vennero sviluppate altre versioni e denominazioni commerciali, quali "Super Retina HD" (destinato ai prodotti Apple), "Super AMOLED WQXGA", "AMOLED 3K", "Dynamic AMOLED" e "Fluid AMOLED".

## Futuro e comparazione
La tabella riporta i nomi di mercato con risoluzione e tipi di sub-pixel. Osservate come la densità dei pixel sia in relazione al tipo di sub-pixel.
| Nome                          | Risoluzione | Dimensione (in pollici) | Densità (in pixel per pollice) | Pixel Layout | Dispositivi su cui è stato implementato                                                             |
| ----------------------------- | ----------- | ----------------------- | ------------------------------ | ------------ | --------------------------------------------------------------------------------------------------- |
| AMOLED                        | 240×320     | 2,6                     | 154                            | RGBG PenTile | Nokia N85                                                                                           |
| AMOLED Capacitive Touchscreen | 640×360     | 3,2                     | 229                            | RGBG PenTile | Nokia C6-01                                                                                         |
| Super AMOLED                  | 640×360     | 3,5                     | 210                            | RGB S-Stripe | Nokia N8                                                                                            |
| Super AMOLED                  | 640×360     | 4                       | 184                            | RGB S-Stripe | Nokia 808 PureView                                                                                  |
| Super AMOLED                  | 720×720     | 3,1                     | 328                            | RGB S-Stripe | BlackBerry Q10                                                                                      |
| Super AMOLED                  | 854×480     | 3,9                     | 251                            | RGBG PenTile | Nokia N9                                                                                            |
| Super AMOLED                  | 800×480     | 4                       | 233                            | RGBG PenTile | Samsung Galaxy S                                                                                    |
| Super AMOLED                  | 960×540     | 4,3                     | 256                            | RGB S-Stripe | Samsung Galaxy S4 Mini                                                                              |
| Super AMOLED                  | 1280×768    | 4,5                     | 332                            | RGBG PenTile | Nokia Lumia 1020                                                                                    |
| Super AMOLED Plus             | 800×480     | 4,3 (4,27)              | 218                            | RGB stripe   | Samsung Galaxy S II                                                                                 |
| Super AMOLED Advanced         | 960×540     | 4,3                     | 256                            | RGBG PenTile | Motorola Droid RAZR                                                                                 |
| HD Super AMOLED               | 1280×800    | 5,3 (5,29)              | 285                            | RGBG PenTile | Samsung Galaxy Note                                                                                 |
| HD Super AMOLED               | 1280×720    | 5                       | 295                            | RGB S-Stripe | BlackBerry Z30 Samsung Galaxy J7, J5, E5                                                            |
| HD Super AMOLED               | 1280×720    | 4,7 (4,65)              | 316                            | RGBG PenTile | Samsung Galaxy Nexus                                                                                |
| HD Super AMOLED               | 1280×720    | 4,7 (4,65)              | 316                            | RGB S-Stripe | Moto X (1ª generazione)                                                                             |
| HD Super AMOLED               | 1280×720    | 4,8                     | 306                            | RGBG PenTile | Samsung Galaxy S III                                                                                |
| HD Super AMOLED               | 1280×720    | 5,6 (5,55)              | 267                            | RGB S-Stripe | Samsung Galaxy Note II                                                                              |
| HD Super AMOLED               | 1280×720    | 5,6 (5,55)              | 267                            | RGB S-Stripe | Samsung Galaxy Note 3 Neo                                                                           |
| HD Super AMOLED Plus          | 1280×800    | 7,7                     | 197                            | RGB stripe   | Samsung Galaxy Tab 7.7                                                                              |
| Full HD Super AMOLED          | 1920×1080   | 5,5                     | 400                            | RGBG PenTile | Meizu MX5                                                                                           |
| Full HD Super AMOLED          | 1920×1080   | 5 (4,99)                | 441                            | RGBG PenTile | Samsung Galaxy S4                                                                                   |
| Full HD Super AMOLED          | 1920×1080   | 5 (4,99)                | 441                            | RGBG PenTile | OnePlus X                                                                                           |
| Full HD Super AMOLED          | 1920×1080   | 5 (4,99)                | 441                            | RGBG PenTile | Google Pixel                                                                                        |
| Full HD Super AMOLED          | 1920×1080   | 5,2                     | 423                            | RGBG PenTile | Motorola Moto X (2ª generazione)                                                                    |
| Full HD Super AMOLED          | 1920×1080   | 5,1                     | 432                            | RGBG PenTile | Samsung Galaxy S5                                                                                   |
| Full HD Super AMOLED          | 1920×1080   | 5,5                     | 401                            | RGBG PenTile | OnePlus 3, 3T, 5                                                                                    |
| Full HD Super AMOLED          | 1920×1080   | 5,7                     | 388                            | RGBG PenTile | Samsung Galaxy Note 3                                                                               |
| Full HD+ Super AMOLED         | 2160×1080   | 6                       | 402                            | RGBG PenTile | Huawei Mate 10 Pro                                                                                  |
| Full HD+ Super AMOLED         | 2160×1080   | 6,01                    | 401                            | RGBG PenTile | OnePlus 5T                                                                                          |
| Super Retina HD               | 2436×1125   | 5,8                     | 458                            | RGBG PenTile | iPhone X, XS, XS Max                                                                                |
| WQHD Super AMOLED             | 2560×1440   | 5,1                     | 577                            | RGBG PenTile | Samsung Galaxy S6, S6 Edge, S6 Active, S7, S7 Active                                                |
| WQHD Super AMOLED             | 2560×1440   | 5,2                     | 564                            | RGBG PenTile | Microsoft Lumia 950                                                                                 |
| WQHD Super AMOLED             | 2560×1440   | 5,2                     | 565                            | RGBG PenTile | Motorola Droid Turbo                                                                                |
| WQHD Super AMOLED             | 2560×1440   | 5,4                     | 540                            | RGBG PenTile | BlackBerry Priv                                                                                     |
| WQHD Super AMOLED             | 2560×1440   | 5,5                     | 534                            | RGBG PenTile | BlackBerry DTEK60 Samsung Galaxy S7 Edge Google Pixel XL Alcatel Idol 4S Moto Z, Z Force ZTE Axon 7 |
| WQHD Super AMOLED             | 2560×1440   | 5,7                     | 515                            | RGBG PenTile | Samsung Galaxy Note 4, Note 5, Note 7, S6 Edge+, Nexus 6P                                           |
| WQHD Super AMOLED             | 2560×1440   | 5,7                     | 518                            | RGBG PenTile | Microsoft Lumia 950 XL                                                                              |
| WQHD Super AMOLED             | 2960×1440   | 5,8                     | 571                            | RGBG PenTile | Samsung Galaxy S8                                                                                   |
| WQHD Super AMOLED             | 2960×1440   | 6,2                     | 529                            | RGBG PenTile | Samsung Galaxy S8+                                                                                  |
| WQHD Super AMOLED             | 2960×1440   | 6,3                     | 521                            | RGBG PenTile | Samsung Galaxy Note 8                                                                               |
| WQXGA Super AMOLED            | 2560×1600   | 8,4                     | 359                            |              | Samsung Galaxy Tab S 8.4                                                                            |
| WQXGA Super AMOLED            | 2560×1600   | 10.5                    | 287                            | RGB S-Stripe | Samsung Galaxy Tab S 10.5                                                                           |
| 3K AMOLED                     | 2880×1600   | sconosciuto             | sconosciuto                    | sconosciuto  | HTC Vive Focus                                                                                      |